# Lago Magadi
El lago Magadi es un lago alcalino en el valle del Rift. Situado en el sur de Kenia, en la tierra masái, tiene una superficie de 104 km². Está situado en una de las zonas más cálidas y áridas de Kenia y está rodeado de colinas volcánicas que vierten grandes cantidades de carbonato de sodio en sus aguas. La falta de emisarios y la evaporación del agua aumentan la concentración de sales hasta tal punto que su superficie está completamente cubierta con una capa de sosa cristalizada.
Los flamencos rosados son una de las pocas especies de animales que viven en el lago; se alimentan de las algas que viven en sus aguas.
A orillas del lago Magadi hay varias industrias que extraen bicarbonato de sodio para refinarlo y procesarlo para productos farmacéuticos.